# تارسو توسيدي
تارسو توسيدي (بالفرنسية: Tarso Toussidé)‏ هو بركان طبقي نشط في شمال غرب تشاد. يقع البركان ضمن سلسلة جبال تيبستي، ويضّم توسيدي كالديرا كبيرة يطلق عليها يريغي، وأخرى أصغر منها تسمى "ثقب النطرون"، أما الفوهة تسمى "دون كيدمي" وهي مغلقة حاليًا.
يبلغ ارتفاع البركان 3,265 متر (10,712 قدم) فوق مستى سطح البحر. البركان هو مصدر عدد من تدفقات الحمم البركانية التي تدفقت غربًا بعيدًا عن توسيدي باتجاه كالديرا يريغي شرقًا. أما ثقب النطرون ينخفض عن شرق البركان، ويبلغ قُطره تقريبًا بين (6-8 كم)، وعمقه بين (700-1000 متر)، وقد كان بحيرة مملؤة بالماء خلال الذروة الجليدية الأخيرة وحتى بداية ومنتصف العصر الهولوسيني. وقد تكونت عدة أقماع بركانية في ثقب النطرون.
يمثل نشاط الداخنة في ذروة نشاط توسيدي، والمظاهر الحرارية داخل ثقب النطرون علامات على النشاط البركاني لتوسيدي.

## التسمية
بركان تارسو توسيدي ويُعرف كذلك باسم توسيدي. ثقب النطرون يرجع سبب تسميته إلى الينابيع التي رسبت ترونا بيضاء في الكالديرا. أما معنى توسيدو أي التي قتلت سكان القبائل المحليّة بالنار، والجزء "تو" يعني النار.

## الجغرافيا

### المنطقة المحيطة
توسيدي هو جزء من غرب جبال تيبستي الواقعة في تشاد في قارة إفريقيا. تصل ارتفاعات جبال تيبستي إلى 3 كم وتحيط بها الصحراء الكبرى من جميع الاتجاهات. يقع البركان بالقرب من بلدة برداي إلى الشمال الشرقي من توسيدو، وبلدة زوار إلى الجنوب من توسيدو. والممر الوحيد بين البلدتين هو جنوب شرق ثقب النطرون.
يوجد في جبال تيبستي عدة براكين منها إيمي كوسي، والذي يعتبر أعلى قمة في جبال تيبستي ومنطقة الصحراء بأكملها. كما ويوجد بركان تورسو توه، والذي يقع شمال غرب توسيدي، ولكنه أصغر من توسيدي. وعلى بعد 10 كم جنوب ثقب النطرون توجد منطقة بتوم وهي منطقة استخراج لصخر الريوليت. ومن غير الواضح تمامًا سبب تكون جبال تيبستي وبراكينها؛ لذلك تم اقتراح آلية تربط تأثر النقطة الساخنة والحركات التكتونية لتصادم الصفيحة الإفريقية بالصفيحة الأوراسية.

### جغرافيا توسيدي
الشكل العام لبركان توسيدي متماثل الجوانب، بارتفاع يصل إلى 3,265 متر (10,712 قدم)، رغم ارتفاعه الشاهق إلا أنه ثاني أعلى قمة في جبال تيبستي، لكنه أعلى قمة في القسم الغربي من جبال تيبستي. وهو من البراكين الطبقية. قديمًا كان يُعتقد بأن ارتفاعه لا يتجاوز 2,500 متر، حتى حدد المستكشف الفرنسي جان تيلو ارتفاعه الصحيح عام 1920. الاعتقاد بأنه أقل ارتفاعًا كان بسبب محيطه المرتفع أصلًا، حيث أن توسيدي يرتفع عن محيطه 1,000 متر فقط، وتغطي مساحة قاعدته (8×9 كم)، مهيمنةً على المنطقة المحيطة. ويتكون مخروط القمة من لويبات وفتات صخور بركانية والسكوريا. وبالنسبة للون فإن نصف المخروط الشرقي لونه أبيض، والآخر أسود؛ وبعض الجزء الأبيض تكون بسبب تحولات الداخنة. وقد تدفقت الحمم من البركان على نمط شعاعي، ووصل مدى هذه الحمم 25 كم (16 ميل)، لتغطي مساحة 200 كم² (77 ميل²)، وهبطت بالأودية باتجاه الغرب، ومن المحتمل أن تكون الحمم قد طمرت آثار بركان أقدم من توسيدي. التدفقات لها مظهر روبي مع نسيج سطحي متنوع، فمنها القوام الفقاعي والزجاجي والسماقي، وهي حديثة جدًا وخالية من التآكل. وسطح التدفقات خشنة، لذلك تعتبر عائقًا للمتسلقين. قد تكشف المنحدرات الشديدة لوجود قبب بركانية كبيرة من الحمم تحت الحمم الصغيرة. وقد تكون تدفقت بعض الحمم من المخاريط الهامشيّة.